# Steven Bartlett
Steven Cliff Bartlett (nacido el 26 de agosto de 1992) es un empresario y podcaster británico-francés. Es fundador de Thirdweb, Flight Story y Flight Fund. Fue cofundador y codirector ejecutivo de Social Chain, pero dejó el cargo de director ejecutivo en 2020. En 2021, empezó a aparecer como inversor en el programa Dragons' Den de la BBC One. También dirige el podcast The Diary of a CEO. En 2023, según Spotify Wrapped, se situó entre los 10 podcasts más populares a nivel mundial.

## Primeros años y educación
Steven Cliff Bartlett nació el 26 de agosto de 1992 en Botsuana, de padre inglés y madre nigeriana. Su madre dejó la escuela a los siete años y no sabía leer ni escribir; su padre es ingeniero de estructuras. A los dos años se trasladó a Plymouth (Inglaterra), donde creció y asistió a la escuela secundaria Plymstock School, de la que fue expulsado en sexto curso. Estudió en la Universidad Metropolitana de Manchester, pero abandonó los estudios tras una clase.

## Carrera profesional
En 2013, Bartlett fundó Wallpark, un tablón de mensajes en línea. En 2014, Bartlett cofundó Social Chain, una empresa de marketing en redes sociales con sede en Mánchester (Inglaterra, Reino Unido), junto con Dominic McGregor. En 2017, creó una serie de podcasts llamada The Diary of a CEO, que ha contado con invitados como Liam Payne y Tom Blomfield. En 2021, era el podcast de negocios más descargado de Europa y ha contado con la participación de los empresarios británicos Ben Francis, Lee Chambers y Grace Beverley, así como de otras figuras públicas como el ex secretario de Sanidad Matt Hancock y el psicólogo canadiense Jordan Peterson. En 2023, según un gráfico de podcasts, The Diary of a CEO tiene la segunda mayor audiencia semanal en el Reino Unido.
En 2019, el Financial Times informó de que Steven y Wanja Oberhof gestionarían conjuntamente Social Chain AG, que estaba valorada en 186 millones de euros en el momento en que se fusionó con Lumaland. En 2019, Social Chain y el minorista online alemán Lumaland se fusionaron para convertirse en The Social Chain AG, cotizando en Xetra y en la Bolsa de Düsseldorf. La cotización valoró el negocio en más de 200 millones de dólares. En noviembre de 2021, Social Chain AG se trasladó al estándar principal de la Bolsa de Fráncfort, alcanzando una valoración de 600 millones de dólares. El sitio web de Bartlett decía inicialmente que había fundado una empresa de 600 millones de dólares. Sin embargo, The Times informó de que Bartlett había abandonado la empresa en el momento de la segunda cotización. Bartlett señaló a The Times que conservaba una participación «significativa» en Social Chain AG en el momento de la segunda cotización y que tenía un contrato para trabajar para la empresa «en una serie de asuntos estratégicos» en el momento de la valoración de 600 millones de dólares, incluida la cotización en el Prime Standard de la Bolsa de Fráncfort, por la que recibió un «paquete adicional de acciones/opciones virtuales».
En 2019, apareció en la serie de Channel 4 The Secret Teacher, yendo de incógnito a una escuela cerca de Liverpool como profesor.
En diciembre de 2020, creó la empresa de capital riesgo Catena Capital, y luego se unió al consejo de administración de Huel, una empresa de sustitución de alimentos valorada en 72 millones de libras, como director no ejecutivo. En 2021, Bartlett se unió al programa de inversión de la BBC One Dragons' Den.
En septiembre de 2023, Bartlett acompañó al príncipe Guillermo en las visitas reales en Bournemouth tras ser anunciada como defensora de su fundación, Homewards.
Kimaï trabajará con Steven y su equipo para ampliar su presencia digital, a cambio de una participación del 3%. Se trata de la mayor inversión realizada por el presentador del podcast The Diary Of A CEO desde que se incorporó al programa en 2021.
En mayo de 2024, el podcast de Steven Bartlett The Diary of a CEO lanzó un canal dedicado 24/7 en exclusiva en Samsung TV Plus. The Diary of a CEO es el primer vodcast (podcast de vídeo) y canal de YouTube de este tipo que se asocia con Samsung, según reveló la empresa.

## Proyectos

### Thirdweb
Thirdweb, una startup de Web3 fundada por Bartlett, recaudó 5 millones de dólares en una inversión inicial y 24 millones adicionales en 2022, nueve meses después de su lanzamiento. La ronda de financiación de la Serie A valoró la startup en 160 millones de dólares. La financiación fue liderada por el fondo de criptomonedas de 1.500 millones de dólares de Katie Haun, con la participación de inversores como Coinbase Ventures, Shopify y Polygon. El objetivo de la empresa es simplificar el proceso de creación de aplicaciones descentralizadas en la blockchain.

### Flight Fund
En enero de 2023, Bartlett lanzó Flight Fund, un fondo de 100 millones de dólares para inversiones tecnológicas. El fondo afirma apoyar a diversos fundadores y startups de alto crecimiento en los sectores de blockchain, biotecnología, salud, comercio, tecnología y espacio. El fondo tenía el objetivo declarado de invertir en unas 20 empresas, ofreciendo pequeñas participaciones a valoraciones con descuento a cambio del apoyo de fundadores anteriores que son socios comanditarios del fondo.

## Crítica
La BBC, que emite actualmente The Dragons' Den, amonestó a Bartlett en 2022 por incumplir las directrices de la BBC sobre publicidad. En un comunicado, dijeron a Radio Times: "Tenemos directrices claras sobre la actividad comercial de los talentos mientras trabajan con nosotros. A Steven se le han recordado las directrices". En un comunicado, Bartlett abordó la cuestión, añadiendo: "Ha sido un descuido por mi parte. Los mensajes ya han sido retirados".

## Libros
En 2021, Bartlett publicó su primer libro, Happy Sexy Millionaire, que fue un bestseller del Sunday Times. En 2023, Bartlett publicó su segundo libro, The Diary of a CEO: The 33 Laws of Business and Life, donde recopila temas del podcast del mismo nombre y los condensa en una versión impresa publicada. The Diary of a CEO: The 33 Laws of Business and Life fue preseleccionado en los British Book Awards como Libro del Año tras convertirse en el libro de desarrollo personal que más rápido se ha vendido desde que se tienen registros.

## Reconocimiento
En 2018, Econsultancy lo nombró «La figura más influyente del sector» y en 2020 fue incluido en el Salón de la Fama del Manchester. Ese mismo año, fue incluido en la lista Forbes 30 Under 30. Bartlett es contratado regularmente para dar charlas públicas.